# Huis van Afgevaardigden (Somaliland)
Het Huis van Afgevaardigden (Somalisch: Golaha Wakiilada; Arabisch: مجلس النواب) is het lagerhuis van het parlement van Somaliland en telt 82 leden die worden gekozen voor een periode van vijf jaar middels het stelsel van evenredige vertegenwoordiging. Sinds 2005 zijn er echter geen parlementsverkiezingen meer gehouden. Mogelijk vinden er op 31 mei 2021 parlementsverkiezingen plaats.
Het Huis van Afgevaardigden werd in 1991 ingesteld, het jaar dat Somaliland de onafhankelijkheid uitriep. (De onafhankelijkheid van Somaliland wordt maar door een beperkt aantal landen erkend.) Tot 2005 werd het parlement samengesteld uit traditionele leiders en stamoudsten en had het parlement slechts een consultatieve functie. De verkiezingen van 2005 werden voor het eerst gehouden op basis van algemeen kiesrecht. Er mochten drie partijen meedoen aan de verkiezingen, de Verenigde Democratische Volkspartij (UDUB), de Partij voor Vrede, Eenheid en Ontwikkeling (Kulmiye) en de Partij voor Gerechtigheid en Welvaart (UCID). UDUB verwierf 33 zetels, Kulmiye 28 en UCID 21 zetels.
Voorzitter van het Huis van Afgevaardigden is Bashe Mohamed Farah (UDUB). Hij werd in 2017 in die functie gekozen.
Het hogerhuis van het parlement is het Huis van Oudsten.

## Zetelverdeling

Zetelverdeling na de verkiezingen van 2005

Zegel van het Huis van Afgevaardigden.
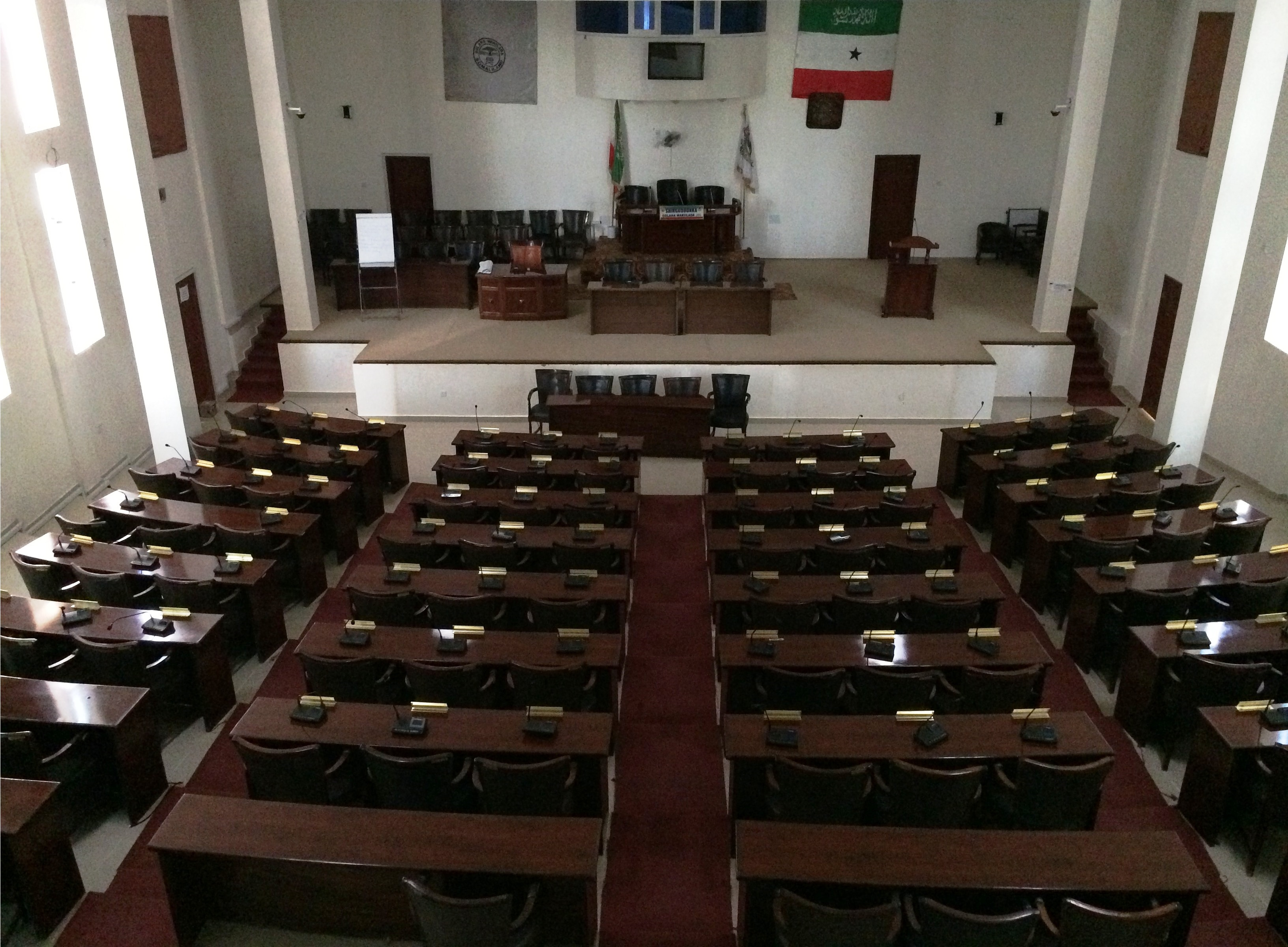
Zittingzaal van het Huis van Afgevaardigden in Hargeisa.